# Heiligenstädter Park

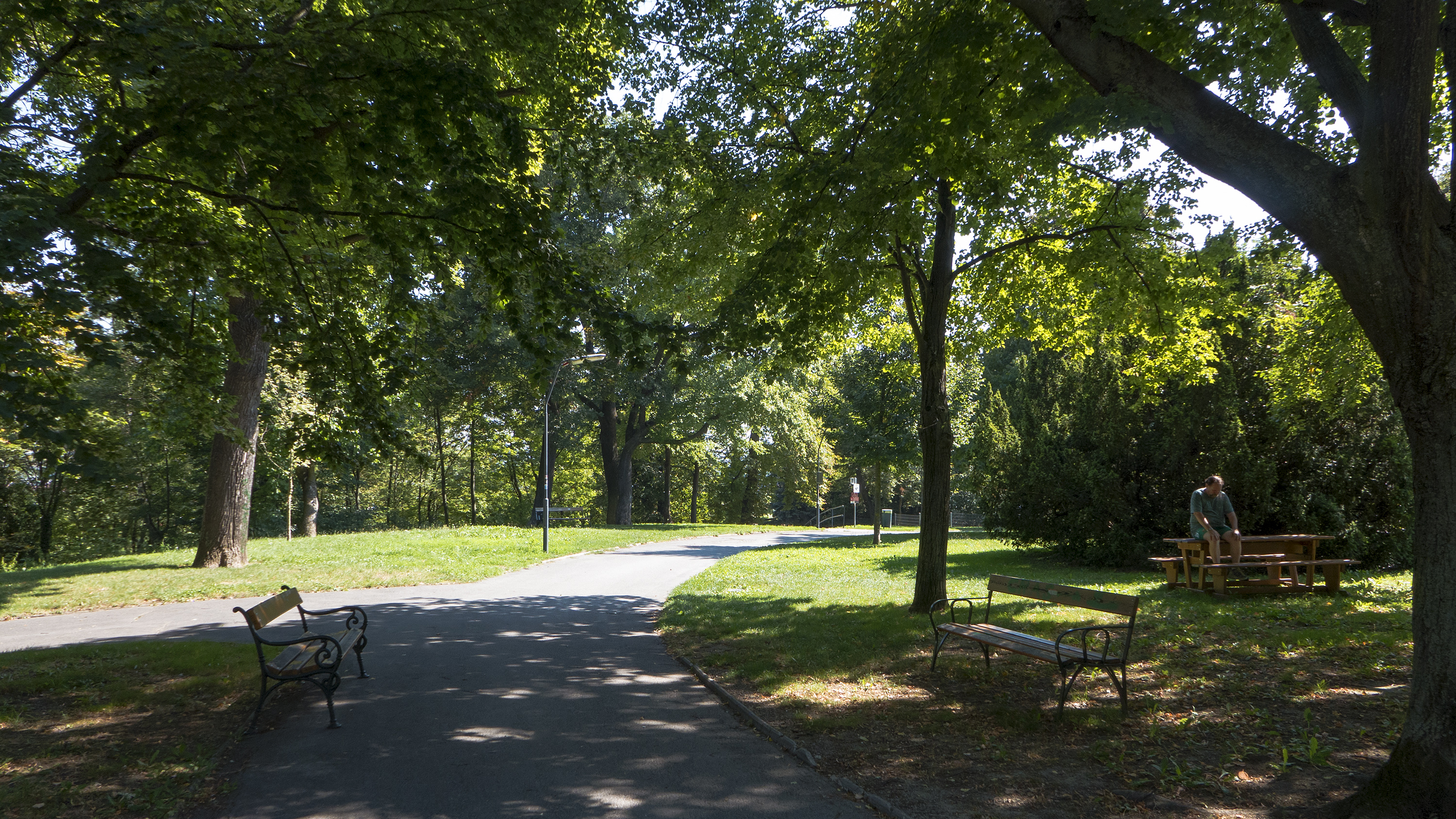
Heiligenstädter Park

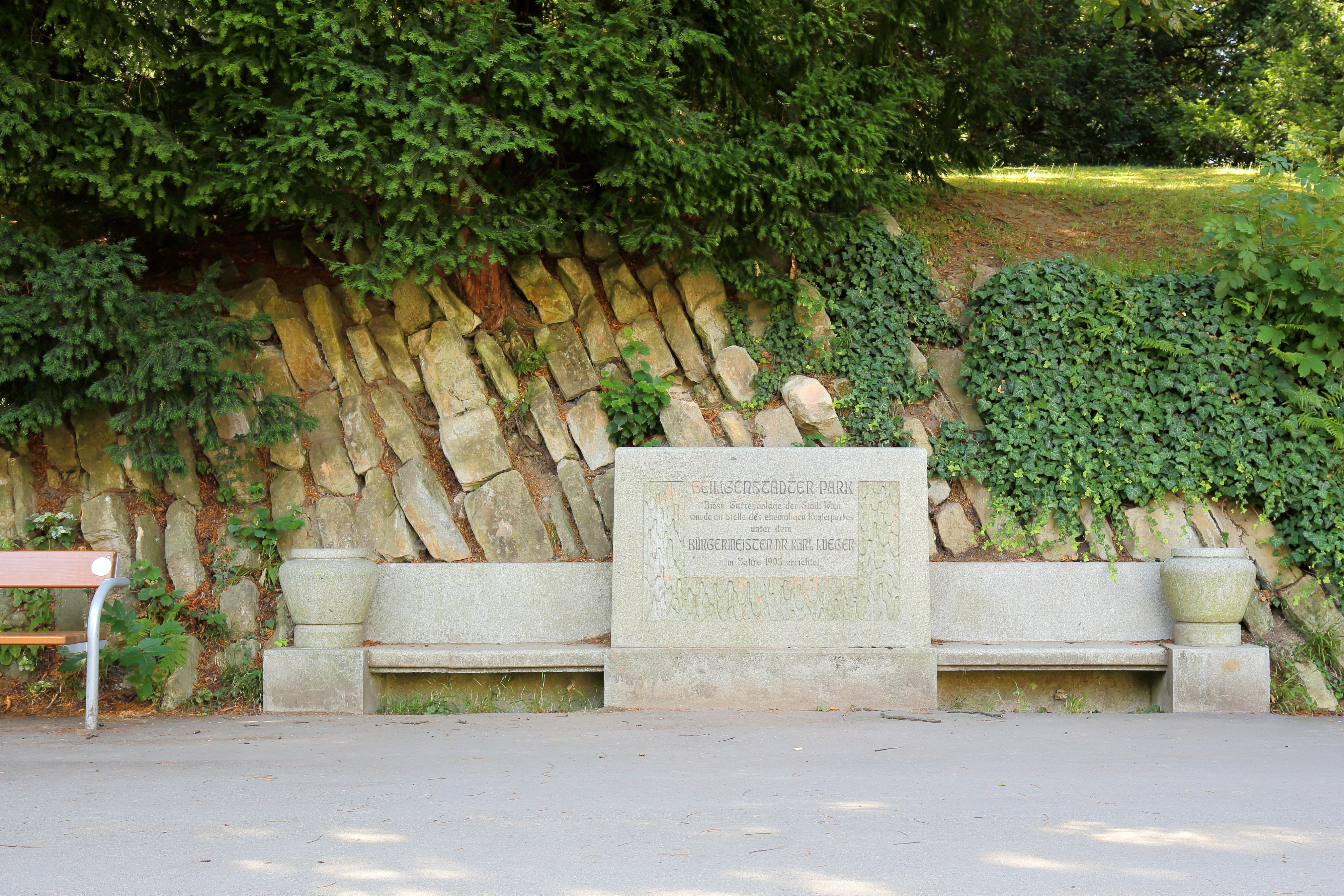
Gründungsstein bezüglich Heiligenstädter Park

Der Heiligenstädter Park ist ein 9 Hektar großer Stadtpark, der sich im Bezirksteil Heiligenstadt des 19. Wiener Gemeindebezirks Döbling befindet. Er wurde unter Bürgermeister Karl Lueger Anfang des 20. Jahrhunderts errichtet.

## Geschichte
Dem Beginn der Anlage ging 1781 die Entdeckung einer Mineralquelle aus der Römerzeit voran, die das Heiligenstädter Bad mit Kurgarten entstehen ließ. Dieses befand sich östlich der Heiligenstädter Pfarrkirche St. Michael unter der heutigen Adresse Grinzinger Straße 84–86. 1845 ging die (am 1. Mai des Jahres eröffnete) Einrichtung an Josef und Leopoldine Kugler (Kuglerbad sowie Kuglerpark), die Interessierte vom innerstädtischen Neuen Markt mit dem eigenen im Stundentakt verkehrenden Gesellschafts-Wagen zur Schwimmschule, Kalt- und Warmbad-Anstalt brachten. Kugler, der als Inhaber der Badeanstalt auch das zugehörige Restaurant (Casino) betrieb sowie auf der Liegenschaft auch Zimmer vermietete, baute in den ersten beiden Jahren den dem Park baulich vorgelagerten Betrieb aus, unter anderem errichtete er eine Theater-Arena, die unter der Direktion des Bruders von Wenzel Scholz (1787–1857) stand. 1860 bestand in der Öffentlichkeit die Vermutung, das in der Badeanstalt genutzte Wasser stamme aus dem Nestelbach, der das Badeareal von Westen nach Osten durchfloss (und in jenen Jahren noch nicht eingewölbt war). Kugler widersprach der Behauptung mit dem Hinweis, das Wasser des Wildbachs ausschließlich zum Antrieb einer Hebemaschine für das durch Brunnen gespeiste Badewasser einzusetzen.
Die von der Donauregulierung 1870–1875 verursachten Änderungen des Grundwasserspiegels ließen den Ausstoß der Mineralquelle jährlich geringer werden, änderten jedoch an der Popularität von Kugler’s Park und dessen Vergnügungsstätten wenig. Kugler’s Bad in der (damaligen) Grinzingerstraße 28 wurde 1882 in Adolph Lehmann’s allgemeinem Wohnungs-Anzeiger letztmals in dieser Form angeführt, ab 1883 waren die nunmehr Im Curpark gelegenen Voll- und Wannenbäder samt Schwimmschule im Eigentum von Adolf Abraham Goldschmidt († 1890 in Wien), einem Realitätenbesitzer, dessen Witwe Anna geborene Fried (* 1856 in Prag), wiederverehelicht mit Emil Laski (* 1851 in Hamburg; ab 1882 im Wiener Bankverein), sie 1900 neben weiteren örtlichen Liegenschaften an die Gemeinde Wien verkaufte, nachdem das Bad (auf Grinzingerstraße 84) bereits ab 1896 gesperrt gewesen war.

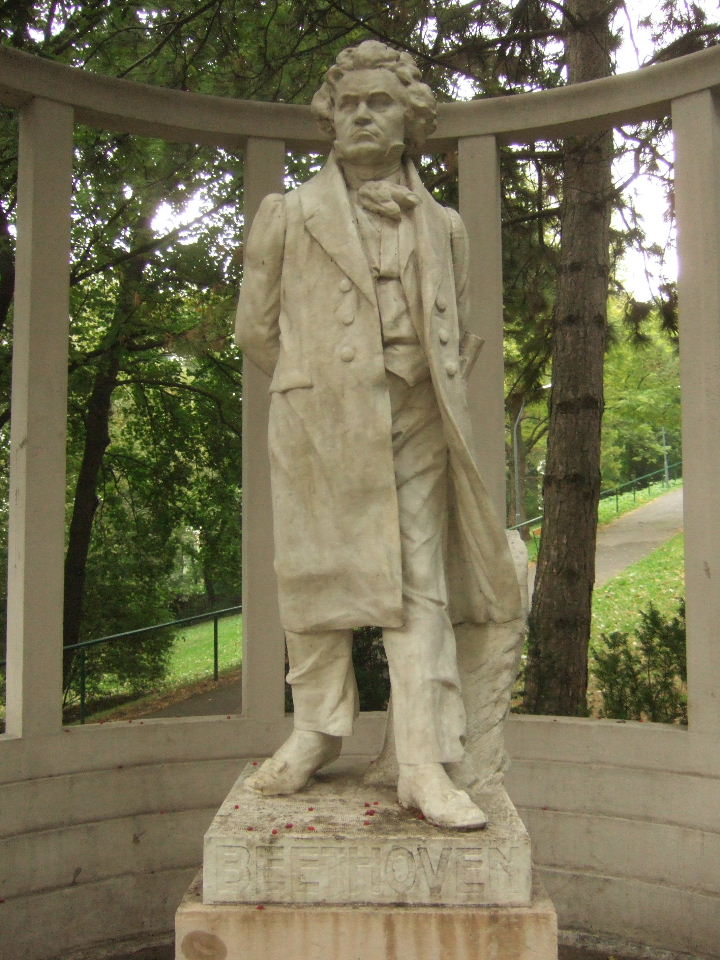
Beethoven-Denkmal

1900 ließ die Gemeinde Wien einen Park anlegen, der bis 1905 den Namen Kuglerpark trug, 1936–1949 wurde er (nach Wenzel Kuhn, 1854–1933) Kuhnpark genannt, danach Heiligenstädter Park. An der Ostseite des Parks wurde am 28. Juni 1910 ein von Robert Weigl (1851–1902) im Modell geschaffenes, von Fritz Hänlein (1864–1946) in Carrara-Marmor ausgeführtes, von Robert Oerley (1876–1945) architektonisch gesetztes Beethovendenkmal enthüllt und von Bürgermeister Josef Neumayer (1844–1923) in die Obhut der Gemeinde Wien übernommen.
1977 wurden im südlichen Bereich Teile der ehemaligen sogenannten Rothschild-Gärten miteinbezogen. 1882 hatte Nathaniel Mayer Freiherr von Rothschild große Flächen auf der Hohen Warte erworben und errichtete dort einen botanischen Garten. Den Erlös, den die Familie durch die Eintrittskarten erzielte, spendete der Baron der Wiener Freiwilligen Rettungsgesellschaft. Im Herrschaftsgarten wurden ein japanischer Garten, zahlreiche Glashäuser, ein Pförtnerhaus und eine Villa im späthistoristischen Stil errichtet.

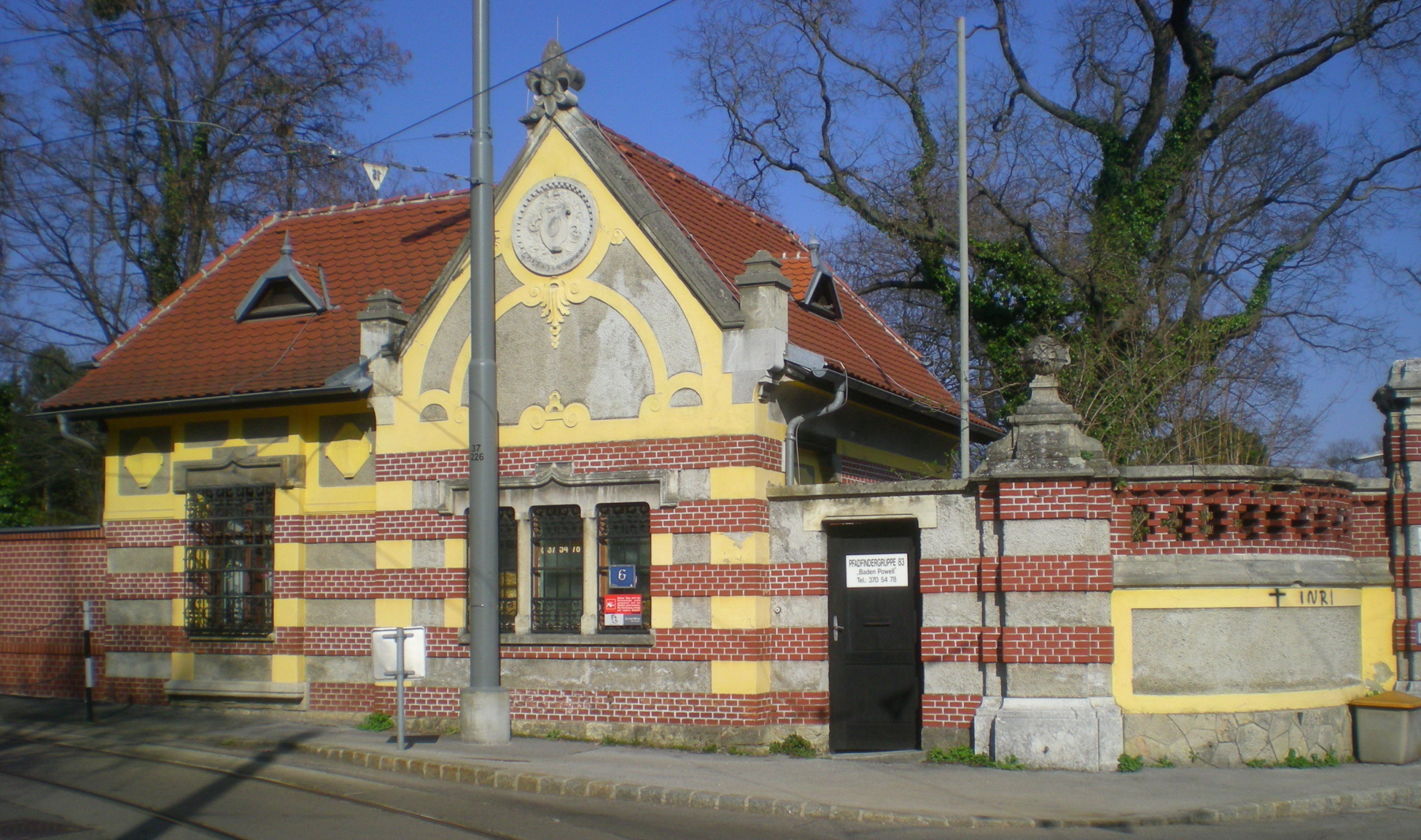
Ehemaliges Pförtnerhäuschen der Rothschildgärten (Geweygasse 6)

Die „Rothschild-Gärten“ wurde 1938 „arisiert“. Die Villa und die Anlage mit dem wertvollen Pflanzenbestand wurden zerstört, nur das Pförtnerhaus (Geweygasse 6) blieb erhalten. Einzelne Elemente wurden anderweitig untergebracht, so kamen Formspalierbäumchen in das Österreichische Gartenbaumuseum nach Oberlaa (jetzt in der ehemaligen Orangerie der Gartenbauschule Wien Kagran) und eine marmorne Venusfigur von Antardini in das große Gewächshaus der Städtischen Reservegärten in Wien. Der Garten wurde nach dem Krieg der Familie zurückerstattet, kam aber 1950 durch eine Schenkung in den Besitz der Gemeinde Wien. Das Pförtnerhaus ist denkmalgeschützt (Listeneintrag).
1982 zog die Pfadfindergruppe 83 „Baden-Powell“ ins ehemalige Pförtnerhaus ein, 1984 bekamen die Ranger und Rover der Gruppe ein zweites Heim, das den Namen Dr. Werner Habicher Heim trägt. Das erste Heim brannte zu Ostern 1992 aus, wurde aber bald wiederhergestellt.
Die Böschung der Arsenalterrasse im Heiligenstädter Park ist laut der Wiener Geotopkartierung von 1999 ein schützenswertes Geotop. In der Böschung gegen das Nesselbachtal im Bereich des Heiligenstädter Parkes ist an einigen Stellen, insbesondere nahe der Volksschule und des Pfarrheimes, der Untergrund des altpleistozänen Terrassensockels, jungtertiäre Feinsedimente (Sarmat), erkennbar. Der Terrassenrand ist eine bedeutende Fossilfundstelle des jüngeren Mittelpleistozän im Löss. In den Ziegelgruben in Heiligenstadt fand man schon Mammut-Stoßzähne, Mammutschädel und Reste anderer Säugetiere der Eiszeit.